# Кучеров, Пантелеймон Степанович
Кучеров Пантелеймон Степанович (1902, Область Войска Донского — 25 июня 1973, Киев) — украинский учёный, специалист по горной механике, исследователь истории горного дела, член-корреспондент АН УССР (1939), награждён орденом Трудового Красного Знамени (1941).

## Биография
Происходит из рабочей семьи; родился 9 августа 1902 года[по какому календарю?], с тринадцати лет работал рабочим на шахтах Донбасса. Член КПСС с 1926 года. В 1928 году окончил Донецкий горный институт (впоследствии преподавал в нём в период 1933—1935 годов).
Работал механиком на шахтах, в 1929—1933 годах учился в аспирантуре Донецкого горного института. Заведовал кафедрой горных машин в горном институте в 1935—1944 гг. Одновременно руководил отделом производственно-технической пропаганды Донецкого окружного комитета КП(б)У.
Работал ответственным секретарем областного бюро Секции научных работников в 1931—1934 годах, был председателем президиума Сталинского окружного комитета профессионального союза высшей Партийной школы — 1935—1938.
С 1937 года — кандидат технических наук без защиты (по совокупности научных работ). В 1939—1940 и 1945—1958 годах — директор Института горного дела АН УССР. В 1944—1945 годах в этом же институте заведует отделом машин и механизмов, заместитель директора.
С 1958 по 1966 год работал в Институте истории АН УССР — старший научный сотрудник отдела истории сектора истории техники и естествознания.
Руководил работами по созданию угледобывающих комбайнов.
Его работы относятся к:
- теории резки угля;
- расчету электромеханических и электропневматических отбойных молотков;
- автоматизации угольных комбайнов.

Обобщив проведенные исследования, предложил путь технического решения проблем увеличения полезности труда машинистов угольных комбайнов, рассчитал наиболее выгодный и эффективный режим работы комбайнов. Был председателем группы, которая проводила работы по созданию угольных комбайнов. Проводил исследования по истории горного дела на Украине, в общем написал 60 работ по этой теме.

## Некоторые работы
- 1946 — «Бурый уголь УССР, его добыча и переработка», соавтор и ответственный редактор;
- 1950 — «Прогресс советской техники угледобычи», Вестник Академии наук Украинской ССР (№ 7);
- 1957 — «Развитие горной науки на Украине за 40 лет Советской власти»;
- 1969 — «История технического развития угольной промышленности Донбасса», 2 тома, соавтор и ответственный редактор.